# Sandro Cinotti
Sandro Cinotti (ur. 7 czerwca 1945 w Mediolanie) – włoski kierowca wyścigowy.

## Kariera
Cinotti rozpoczął karierę w międzynarodowych wyścigach samochodowych w 1971 roku od startów we  Włoskiej Formule 3, gdzie jednak nie zdobywał punktów. W późniejszych latach Włoch pojawiał się także w stawce Europejskiej Formuły 2, Europejskiej Formuły 3, World Challenge for Endurance Drivers oraz FIA World Endurance Championship.
W Europejskiej Formule 2 Włoch startował w latach 1975, 1978. W pierwszym sezonie startów w ciągu dziewięciu wyścigów, w których wystartował, uzbierał łącznie dwa punkty. Został sklasyfikowany na 25 pozycji w klasyfikacji generalnej. W sezonie 1978 nie zdobywał punktów.